# Ґоскі-Дуже
Ґоскі-Дуже (пол. Goski Duże) — село в Польщі, у гміні Замбрув Замбровського повіту Підляського воєводства.
Населення — 43 особи (2011).
У 1975-1998 роках село належало до Ломжинського воєводства.

## Демографія
Демографічна структура станом на 31 березня 2011 року:
|          | Загалом | Допрацездатний вік | Працездатний вік | Постпрацездатний вік |
| -------- | ------- | ------------------ | ---------------- | -------------------- |
| Чоловіки | 26      | 5                  | 11               | 10                   |
| Жінки    | 17      | 1                  | 8                | 8                    |
| Разом    | 43      | 6                  | 19               | 18                   |